# Jaime Osorio Gómez
Jaime Osorio Gómez (Viterbo, Caldas, Colombia, 7 de marzo de 1947-Nilo, Cundinamarca, Colombia, 4 de septiembre de 2006) fue un productor y director de cine colombiano.
Jaime, más conocido en el medio cinematográfico colombiano como 'El Mono' Osorio, estudió derecho en la Universidad Autónoma de Colombia y se inició en el mundo de las imágenes haciendo comerciales y documentales de corte político, como Chile no se rinde, carajo. 

## Obra
Fue productor de 'María, llena eres de gracia' y 'La virgen de los sicarios' y dirigió 'Confesión a Laura' y 'Sin Amparo'. 
'Confesión a Laura', que tuvo que filmar por costos en La Habana (Cuba), en lugar de Bogotá; la superexitosa 'María, llena eres de gracia', que le presentó al mundo el talento de Catalina Sandino; la polémica 'La virgen de los sicarios', que realizó el francés Barbet Schroeder, y la brillante 'La sombra del caminante', premiada en muchos festivales internacionales, del joven talento Ciro Guerra son piezas fundamentales del cine colombiano contemporáneo,.
"El legado fundamental de Jaime Osorio, como director, es Confesión a Laura, reconocida por muchos como una de las mejores películas del cine colombiano de todos los tiempos", afirma Mauricio Laurens, crítico de cine.
También hay que destacar su trabajo al lado del también cineasta Lisandro Duque, con quien hizo las películas 'Visa USA' y 'Milagro en Roma'. También son muy recordados sus mediometrajes 'Derechos reservados' (1986), una película autobiográfica, con Carlos José Reyes y Vicky Hernández, sobre la relación de pareja entre dos cineastas, y 'De vida o muerte' (1987), que sería el germen del largometraje 'Confesión a Laura', ganador en festivales como Huelva, Cartagena y Trieste.

## Filmografía

### Como director
- Sin Amparo (2004)
- Confesión a Laura (1991)

### Como productor
- Satanás (2006 - 2007) (Productor ejecutivo hasta antes de morir).
- María, llena eres de gracia (2005)
- La virgen de los sicarios (2000)
- Visa USA (1986)

### Como guionista
- Sin Amparo (2004)